# Paraleptastacus caspicus
Paraleptastacus caspicus är en kräftdjursart. Paraleptastacus caspicus ingår i släktet Paraleptastacus och familjen Leptastacidae. Inga underarter finns listade i Catalogue of Life.